# Mouro-eiland
Mouro-eiland (Spaans: Isla de Mouro), oorspronkelijk Mogro-eiland (Isla de Mogro) geheten, is een klein onbewoond eiland in de Golf van Biskaje. Het ligt dicht bij de ingang van de Baai van Santander, in de buurt van de stad Santander, Cantabrië, langs de noordkust van Spanje. Het eiland is ongeveer 2 hectare (0,02 km²) groot.

## Achtergrond
De oorspronkelijke naam van het eiland, zoals vermeld in 16e-eeuwse documenten, was Mogro-eiland. In de 18e eeuw veranderde een transcriptiefout door cartograaf Vicente Tofiño de San Miguel de naam in Mouro.
Het enige bouwwerk op het eiland is een 19e-eeuwse vuurtoren, die nu geautomatiseerd is. Tot 1921 werd het bezet door twee vuurtorenwachters, die vaak geïsoleerd waren door stormen. In 1865 werd een van de wachters tijdens een storm naar zee meegesleurd en verdronk. In 1895 stierf een andere wachter plotseling, maar door de storm kon zijn lichaam enige tijd niet worden geëvacueerd.
In 1986 werd Mouro-eiland uitgeroepen tot zeereservaat, met een omtrek die zich uitstrekt tot 300 meter rond het eiland. Er zwemmen circa veertig vissoorten in de omgeving. Plantsoorten die op het eiland werden aangetroffen zijn onder meer heide, gaspeldoorn, brem en adelaarsvaren. De hottentotvijg, die er ook groeit, werd vermoedelijk door een vuurtorenwachter naar het eiland gebracht.
Daarnaast is Mouro een belangrijk leefgebied voor zeevogels, met name voor het stormvogeltje en de zilvermeeuw. In 2014 heeft het Spaanse ministerie van Landbouw, Voedselvoorziening en Milieu het eiland uitgeroepen tot een beschermd gebied om het behoud van de vogels die in dit gebied leven te garanderen. Het is illegaal om katten, ratten en andere zoogdieren naar het eiland te brengen.

## Galerij

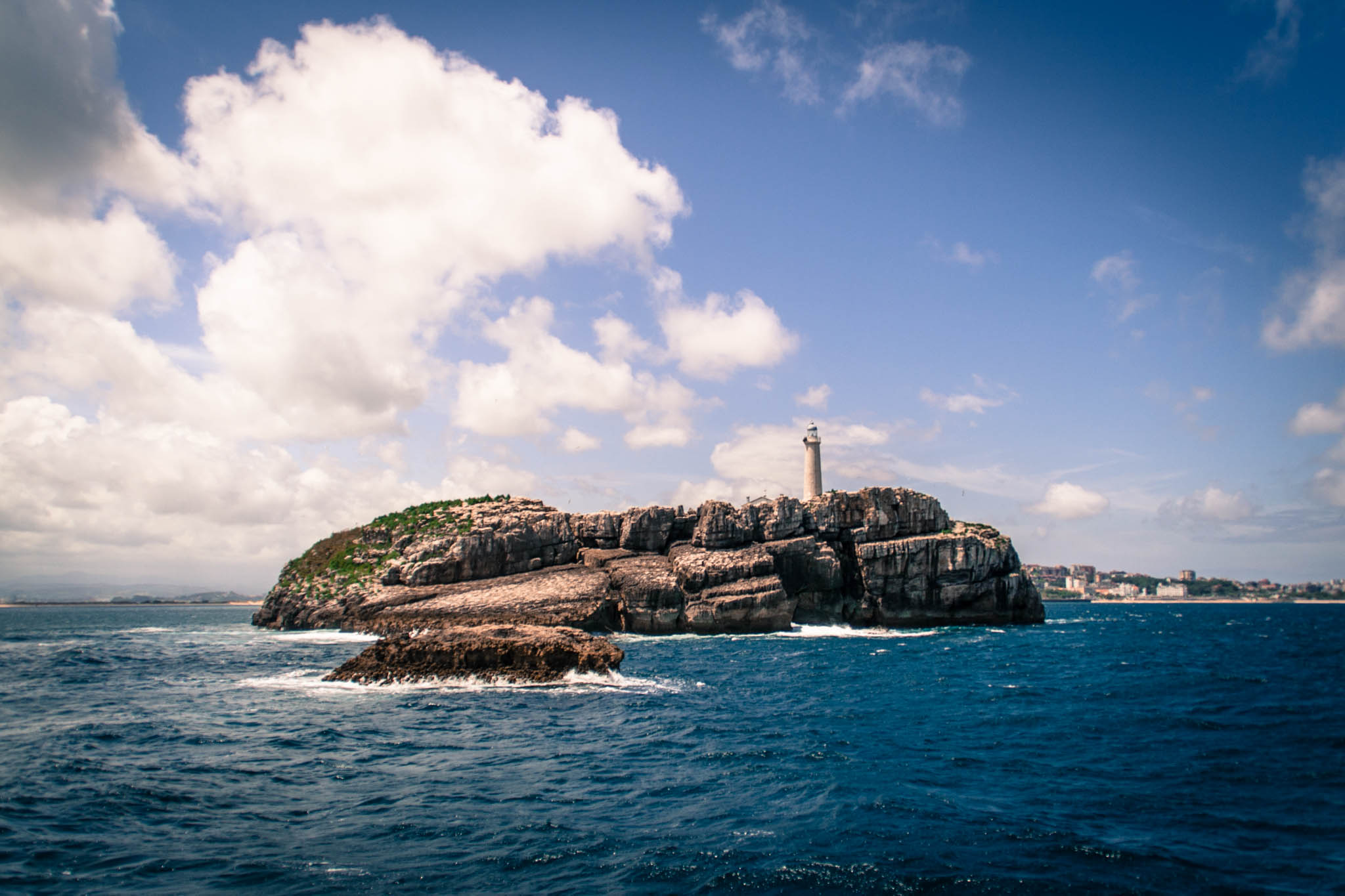
Het eiland vanuit het noordoosten.
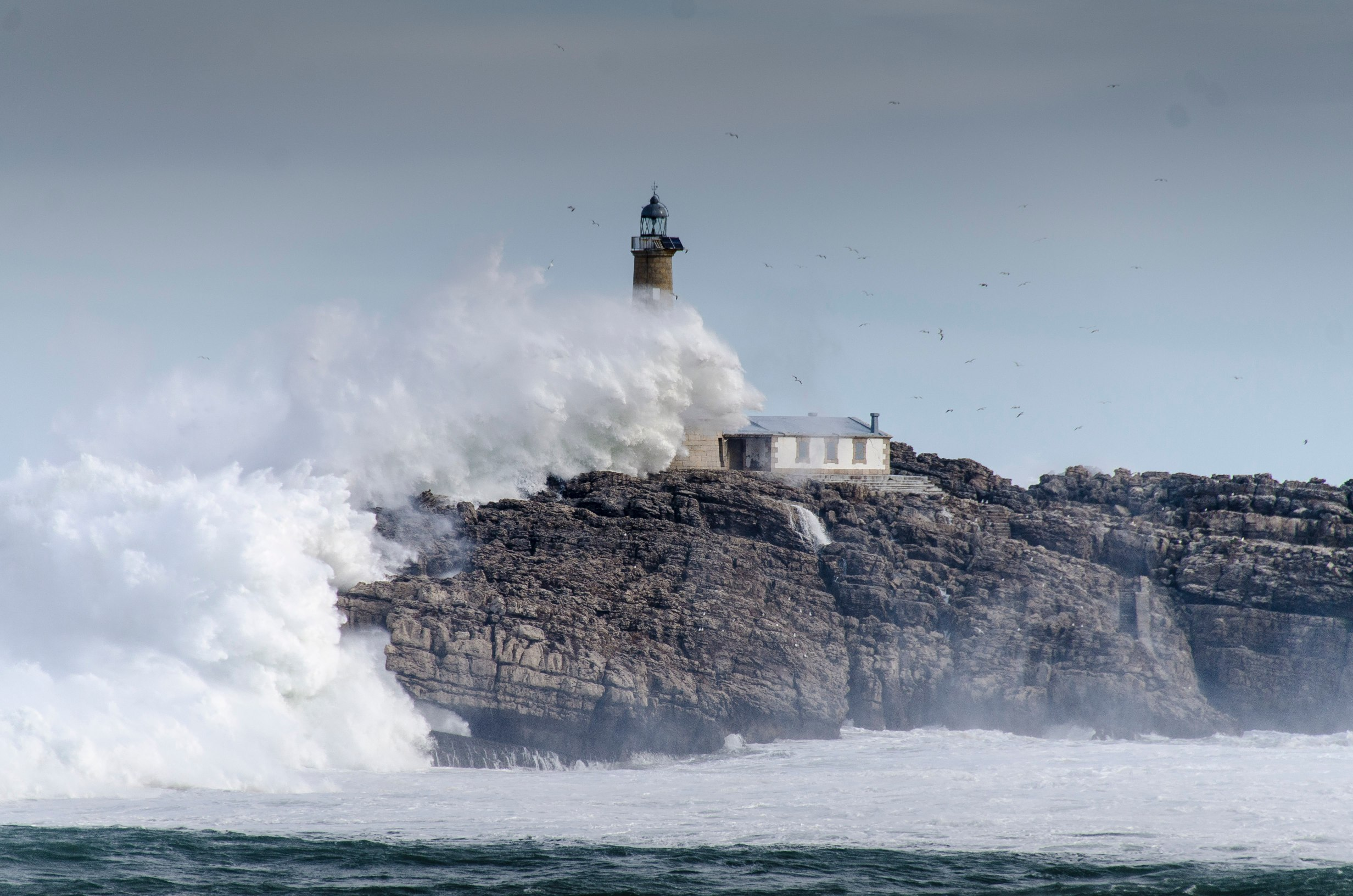
Golven slaan over de vuurtoren.
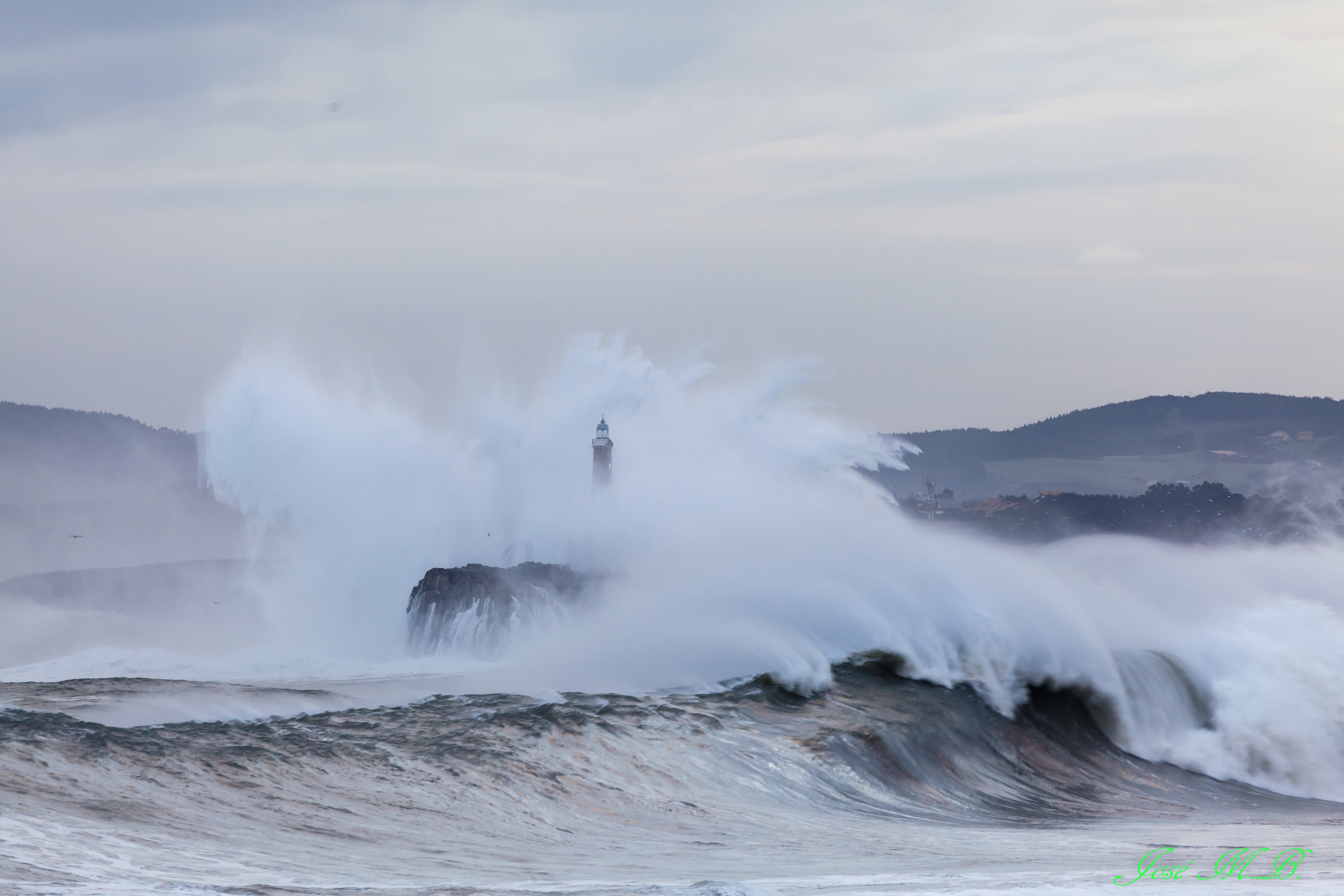
Golven slaan over de vuurtoren.
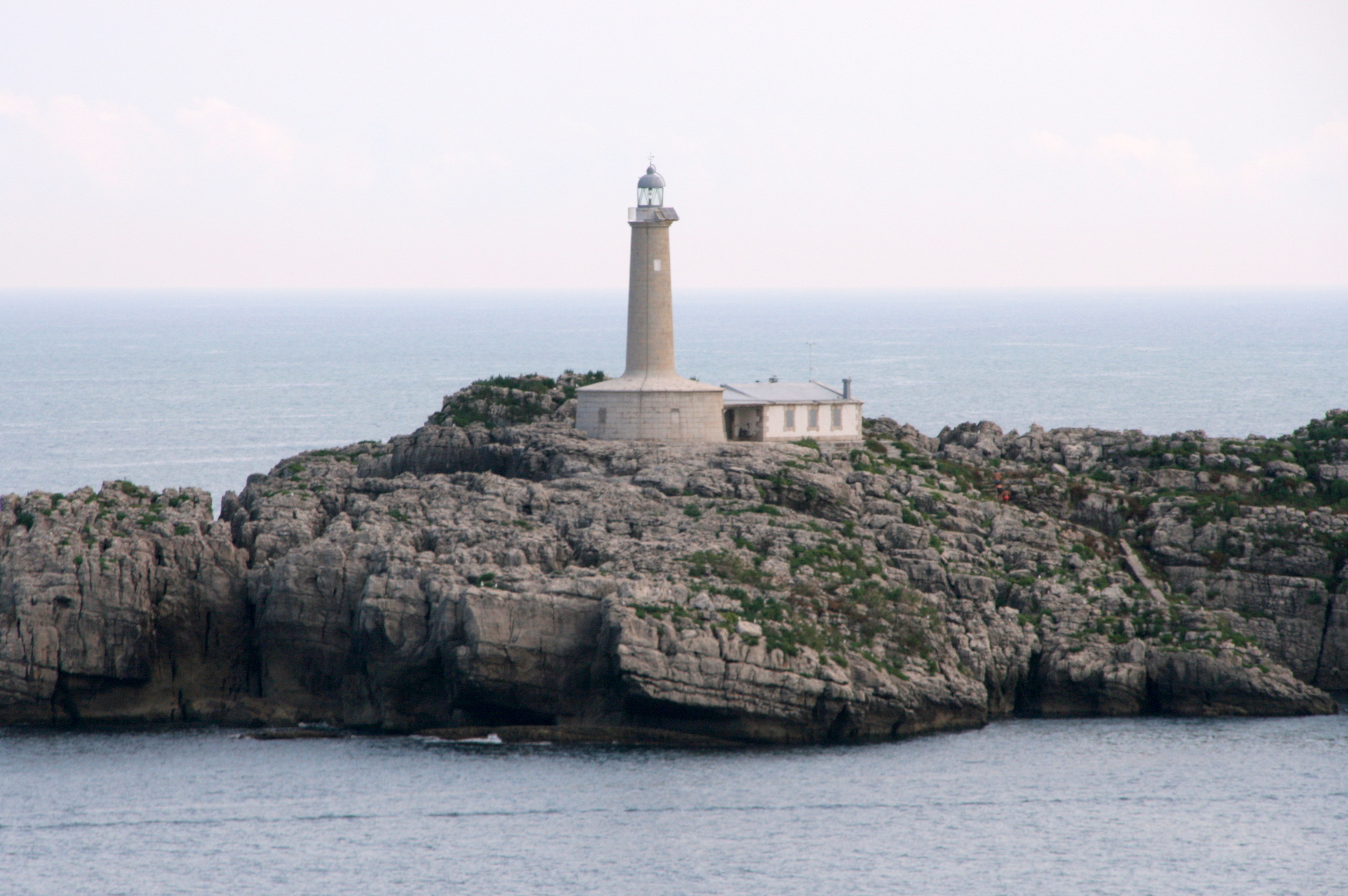
Eiland met vuurtoren en onderkomen, 2013.